# Acentrogobius pflaumii
Acentrogobius pflaumii és una espècie de peix de la família dels gòbids i de l'ordre dels perciformes.

## Morfologia
- Els mascles poden assolir 12 cm de longitud total.[4][5]

## Depredadors
A la Xina és depredat per Cynoglossus semilaevis i a Corea per Sillago japonica i Sphyraena pinguis.

## Hàbitat
És un peix de clima subtropical i demersal.

## Distribució geogràfica
Es troba al Pacífic nord-occidental: des de Rússia fins a Taiwan.

## Observacions
És inofensiu per als humans.